# Ludwig Gottlieb Friedrich von Erlanger
Ludwig Gottlieb Friedrich Freiherr von Erlanger (* 8. September 1836 in Frankfurt am Main; † 16. Februar 1898 ebenda), der dritte Sohn aus der zweiten Ehe des Frankfurter Bankiers Raphael Freiherr von Erlanger und seiner zweiten Ehefrau Ida Maria geb. Albert (1809–1889), war ein deutscher Bankier aus der Familie von Erlanger.

## Rolle im Bankhaus

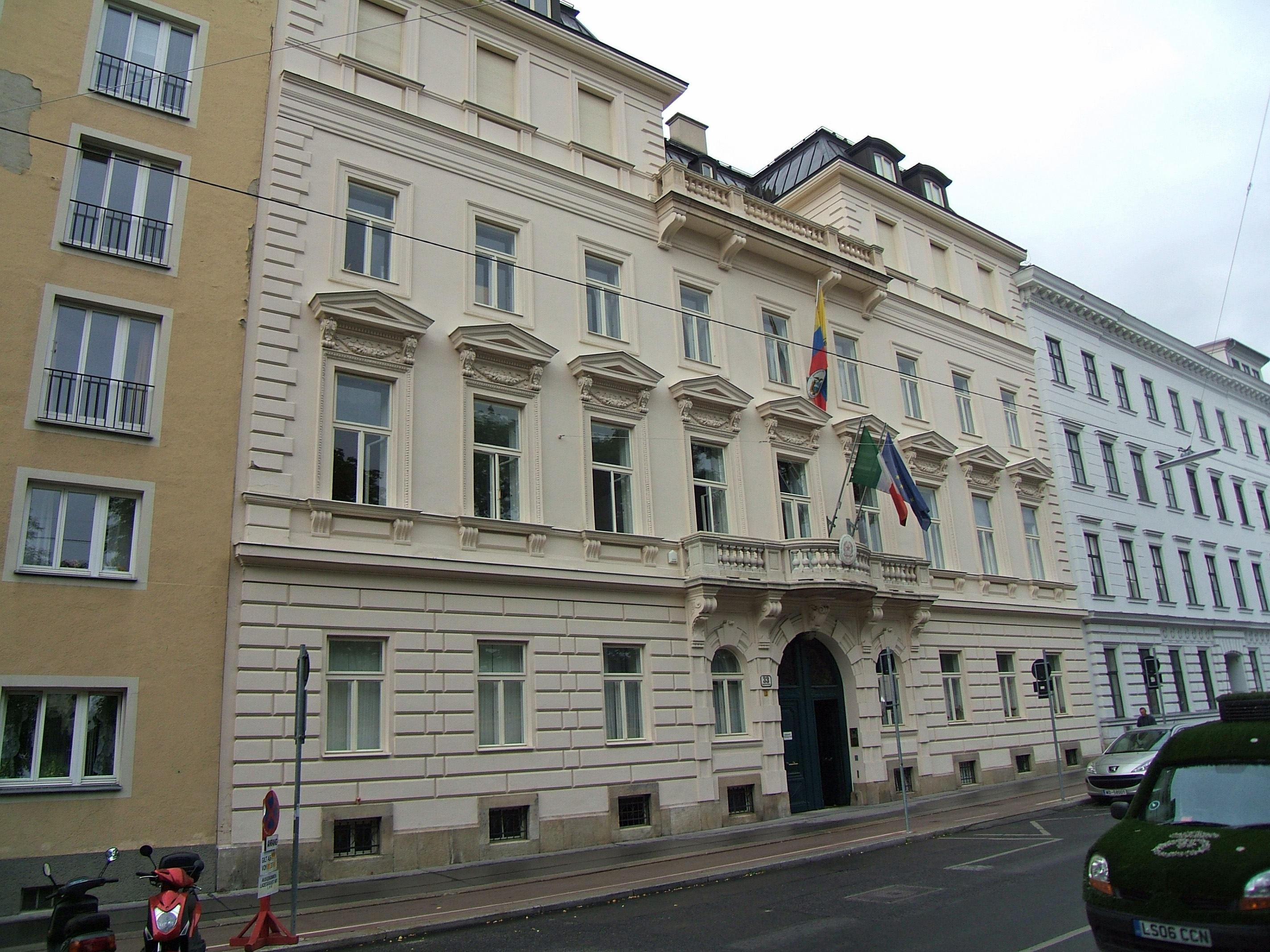
Palais Erlanger, Wien

Nach dem Tod des Vaters und Bankhausgründers Raphael Freiherr von Erlanger übernahm Ludwig Gottlieb Friedrich Freiherr von Erlanger 1876 die Geschäftsleitung des Bankhauses Erlanger & Söhne. Zuvor hatte er die Niederlassung Wien geleitet und dort 1866 das Palais Erlanger erworben, das er 1880 seinem Bruder Viktor Alexander von Erlanger überließ.
Er konnte die besonders von seinem Vater erarbeitete Entwicklung und Bedeutung in enger Zusammenarbeit mit seinen Brüdern in London und Wien im Deutschen Kaiserreich und auch international weiter festigen und ausbauen. Besonders auf dem Gebiet der Finanzierung wurde das Frankfurter Bankhaus immer aktiver. Bei der Beteiligung in der Ausgabe von privaten und staatlichen Anleihen, der Errichtung von Banken, der Gründungen industrieller Unternehmungen und auch dem Bau und der Verwertung von Eisenbahngesellschaften war es maßgeblich beteiligt. 
Nur wenige Jahre nach Ludwigs Tod wurde das Frankfurter Bankhaus Erlanger & Söhne 1904 an die Großbank Dresdner Bank verkauft und bildete den Grundstock für deren neu gegründete Frankfurter Filiale.

## Ehe und Kinder
Ludwig Gottlieb Friedrich Freiherr von Erlanger heiratete während seiner Wiener Geschäftstätigkeit Mathilde Gabriele genannt Sessi geb. Alexander (* 23. Mai 1846; † 27. Dezember 1934). Sie war eine Tochter des k.u.k. Oberbankbuchhalters Achilles Alexander und seiner Ehefrau Maria Antonia. Vor ihrer Hochzeit war sie Opernsängerin in Wien. Das Ehepaar hatte drei Kinder, Espérance, Blanche und Margarethe, Freiinnen von Erlanger. Sie waren alle Mädchen, was damals ein späteres direktes erbliches Fortführen des Bankhauses sehr unwahrscheinlich machte, zumal sein einzig jüngerer leiblicher Bruder Viktor Alexander Freiherr von Erlanger frühzeitig am 9. September 1894 in Genf verstarb.

## Sonstige Aktivitäten und Tod
Seit 1885 hielt sich Ludwig Gottlieb Friedrich Freiherr von Erlanger mit Ehefrau Sessi fast jeden Sommer für mehrere Wochen in Kreuznach zur Kur auf. 1889 kaufte er, wohl auch auf Wunsch seines Schwiegersohns Alexander Prinz von Solms-Braunfels, die Burg Rheingrafenstein bei Kreuznach. 1911 wurde das Schloss von der Witwe an die Stadt Kreuznach verkauft. Sessi zog zu ihrer Tochter Espérance nach Nieder-Ingelheim, wo sie 1934 im hohen Alter von 86 Jahren verstarb.
1916 brannte ein Flügel des 1688/1689 errichteten zweigeschossigen Haupthauses des Schlosses Rheingrafenstein aus dem Barock ab. Lange dem Verfall preisgegeben, soll es jetzt als Schlossrestaurant wieder eröffnet werden.
Eine Passion von Ludwig Gottlieb Friedrich Freiherr von Erlanger war der Pferdesport. Er gehörte dem renommierten Komitee der Galopp-Rennbahn in Frankfurt-Niederrad ebenso an wie dem Veranstaltungskomitee des Pferderennens in Kreuznach.
Nach langem Leiden verstarb er am 16. Februar 1898 in seinem Frankfurter Wohnhaus, wenige Monate nach dem plötzlichen Tod seiner zweiten Tochter Blanche.